# Шведска Померания
Шведска Померания (на шведски: Svenska Pommern; на немски: Schwedisch-Pommern) е доминион на Шведската корона в периода от 1630 до 1815. Разположена е на балтийското крайбрежие на днешните Германия и Полша. След Полската война и Тридесетгодишната война, Швеция завзема значителен контрол върху земите на южното балтийско крайбрежие, включително Померания и части от Ливония и Прусия (dominium maris baltici).
Швеция, с присъствие в Померания с гарнизон в Щралзунд от 1628 г., придобива ефективен контрол над Померанското херцогство с договора в Щетин през 1630. С Вестфалския мирен договр от 1648 и Щетинския договр от 1653, Швеция получава Западна Померания (немски: Vorpommern) с островите Рюген, Узедом и Волин, както и ивицата Транспомерания (Hinterpommern). Мирните договори са договаряни, докато шведската кралица Кристина е малолетна и Шведската империя е управлявана от членове на висшата аристокрация. Вследствие на това Померания не е анексирана към Швеция, както френските военни печалби, което би означавало премахване на крепостничеството, тъй като померанските селски закони от 1616 г. се практикували там в най-тежката си форма. Вместо това тя остава част от Свещената Римска империя, превръщайки шведските владетели в райхсфюрстен (императорски принцове) и оставяйки благородството в пълна отговорност за селските райони и жителите му. Докато шведско-померанските благородници в Швеция са подложени на съкращаване, когато царете от края на XVII век си възвръщат политическата власт, разпоредбите на Вестфалския договор продължават да пречат на преследването на политиката на единство в Померания, докато Свещената римска империя не е разрушена през 1806 г.